# Serapuh
Serapuh is een bestuurslaag in het regentschap Simalungun van de provincie Noord-Sumatra, Indonesië. Serapuh telt 1968 inwoners (volkstelling 2010).